# بات جونز
بات جونز (بالإنجليزية: Pat Jones)‏ (7 سبتمبر 1920 بليموث المملكة المتحدة - 1 ديسمبر 1990) هو لاعب كرة قدم بريطاني.